# Blanche Marchesi
Blanche Marchesi (Parigi, 4 aprile 1863 – Londra, 15 dicembre 1940) è stata un mezzosoprano e un'insegnante di canto francese.
Fu nota per le sue interpretazioni delle opere di Richard Wagner.

## Biografia

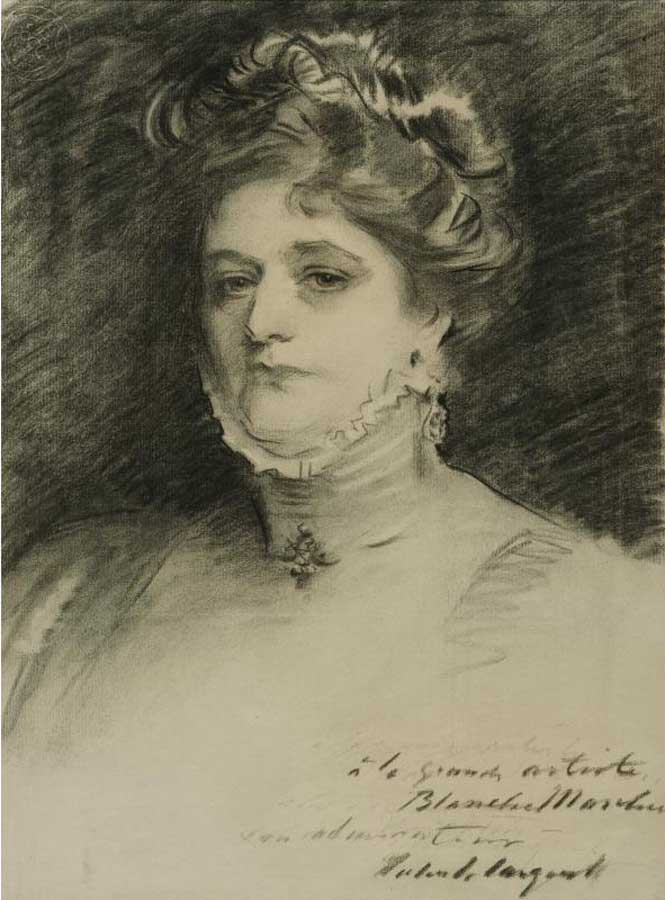
Schizzo di Marchesi di John Singer Sargent (1910 circa)

Marchesi nacque a Parigi nel febbraio 1863, figlia di Mathilde Graumann Marchesi, un'istruttrice di canto tedesca che insegnò a diversi cantanti d'opera famosi, tra cui Emma Eames, Nellie Melba ed Emma Calvé.. Per la sua istruzione, frequentò collegi a Francoforte, in Germania e poi a Parigi. Sebbene inizialmente fosse stata istruita come violinista, decise di intraprendere la carriera di cantante nel 1881. Il suo primo concerto si tenne alla Queen's Hall nel 1896. I critici lirici dell'epoca criticarono le sue abilità tecniche ma elogiarono le sue capacità interpretativa.
Durante la sua carriera di insegnante di canto, Marchesi istruì cantanti come i contralti britannici Muriel Brunskill e Astra Desmond. Presentò per la prima volta un'opera di Cécile Chaminade in Inghilterra negli anni 1890.
A lei fu dedicata la canzone di Martin Shaw Heffle Cuckoo Fair. Tenne un concerto di addio nel 1938, due anni prima della sua morte.

### Vita privata
Marchesi ebbe due sorelle, Teresa e Stella. I suoi genitori furono Mathilde Graumann Marchesi di Francoforte e Salvatore de Castrone (Marchese di Palermo, da cui il nome d'arte Marchesi), anch'egli cantante d'opera e insegnante di canto. Fu anche coinvolto come figura chiave nel Risorgimento italiano nei moti del 1848 dove diede inizio alla rivolta a Palazzo Raimondi a Milano. Fu sposata per la prima volta con il barone Alexander Popper von Podhragy, di Vienna, dal quale ebbe 3 figli: Leopold, Fritz ed Ernst. Leopold fu dichiarato nemico dello Stato dai nazisti e dalla Repubblica Democratica d'Austria e gli furono espropriati i beni. Fritz fu ucciso dai nazisti austriaci nel 1948 in Austria. Ernst fu deportato a Dachau; dopo esser stato liberato, fuggì negli Stati Uniti.
Il barone André Anzon-Caccamisi fu il secondo marito di Blanche Marchesi dal 1894; ebbero un figlio, il barone Jérôme Anzon-Caccamisi, assassinato dai nazionalsocialisti nel febbraio 1945 come ufficiale della Resistenza e dei servizi segreti francesi nel Campo di concentramento di Mauthausen in Austria.